# Il marsigliese
Il marsigliese est une mini-série italienne en trois parties d'environ 70 minutes réalisée par Giacomo Battiato et diffusée du 28 septembre au 12 octobre 1975 sur Rai.
La série a été tournée entièrement à Naples avec quelques petites scènes à Gênes.
Cette série est inédite dans tous les pays francophones.

## Synopsis
La série raconte des événements liés à la lutte pour le contrôle de la contrebande de cigarettes entre les « familles » napolitaines, siciliennes et marseillaises à Naples dans les années 1970.

## Distribution
- Marc Porel : le Marseillais Pierre Toril
- Lina Polito : Vicenzina Sannataro
- Vittorio Mezzogiorno : Nino Sannataro
- Agla Marsili : la femme de Nino Sannataro
- Patrizio Esposito (it) : fils de Nino Sannataro
- Isa Danieli : Maria, femme de Navarra
- Renato Mori (it) : Ciccio Navarra
- Corrado Gaipa : Tanino Sciacca
- Guido Cerniglia : magistrat
- Nando Murolo (it) : Vito Amarillo
- Giuseppe Anatrelli : Pascalino Agnone
- Ida Di Benedetto : femme d'Agnone
- Biagio Pelligra : tueur sicilien